# Parrocchie di San Marino
Le parrocchie di San Marino fanno tutte parte della Diocesi di San Marino-Montefeltro, ma fino al 22 febbraio 1977 erano divise in due diocesi diverse, poi unite nella Diocesi di San Marino-Montefeltro mentre erano così suddivise:
- Serravalle e Faetano erano parte della Diocesi di Rimini, suffraganea di Ravenna (Regione ecclesiastica dell'Emilia-Romagna).
- San Marino città, Acquaviva, Borgo Maggiore, Chiesanuova, Domagnano, Fiorentino, Montegiardino erano parte della Diocesi del Montefeltro che era  suffraganea di Urbino (Regione ecclesiastica delle Marche).

Papa Paolo VI il 22 febbraio 1977 formò la Diocesi di San Marino-Montefeltro, suffraganea di Ravenna (Regione ecclesiastica dell'Emilia-Romagna).
| Parrocchia                           | Patrono                          | Festa patronale            |
| ------------------------------------ | -------------------------------- | -------------------------- |
| San Marino città                     | Santi Pietro Marino Leone        | 3 settembre                |
| Acquaviva                            | Sant'Andrea                      | 30 novembre                |
| Borgo Maggiore                       | Beata Vergine della Consolazione | prima domenica di giugno   |
| Chiesanuova                          | San Giovanni Battista            | seconda domenica di giugno |
| Dogana                               | Santa Maria Ausiliatrice         | 24 maggio                  |
| Domagnano                            | San Michele Arcangelo            | 29 settembre               |
| Faetano                              | San Paolo                        | 25 gennaio                 |
| Falciano                             | San Pietro apostolo              | 29 giugno                  |
| Fiorentino                           | San Bartolomeo Apostolo          | ultima domenica di luglio  |
| Montegiardino                        | San Lorenzo                      | 10 agosto                  |
| San Giovanni Battista sotto le Penne | San Giovanni Battista            | 24 giugno                  |
| Serravalle                           | Sant'Andrea                      | 30 novembre                |

## Fonte
- Repubblica di San Marino e religione, su libertas.sm.